# Anatolij Polivoda
Anatolij Ivanovič Polivoda (in russo Анатолий Иванович Поливода?, in ucraino Анатолій Іванович Поливода?, Anatolij Ivanovyč Polyvoda; Jenakijeve, 29 maggio 1947 – 22 gennaio 2024) è stato un cestista sovietico.

## Biografia
Militò per l'intera carriera nel Budivelnyk di Kiev e, nella Nazionale di pallacanestro dell'Unione Sovietica, vinse la medaglia di bronzo alle Olimpiadi di Città del Messico del 1968 e la medaglia d'oro alle Olimpiadi di Monaco di Baviera del 1972 dopo una famosa finale contro gli Stati Uniti d'America.